# Berinartindur
Berinartindur è una montagna alta 524 metri sul mare situata sull'isola di Vágar, facente parte dell'arcipelago delle Isole Fær Øer, in Danimarca.